# エディト・マティス
エディト・マティス（Edith Mathis, 1938年2月11日 - 2025年2月9日）は、スイスのソプラノ歌手。夫は指揮者のベルンハルト・クレー。

## 略歴
ルツェルンに生まれ、生地の音楽院で学ぶ。1956年、18歳の時に同地の歌劇場でモーツァルトの『魔笛』の童児としてデビュー。1957年、同歌劇場で『フィガロの結婚』のケルビーノを歌って大成功を収める。1959年、ケルン歌劇場で『ファルスタッフ』のナンネッタで成功し、この歌劇場のメンバーになったが、1960年からハンブルク歌劇場に移った。
国際的に有名になったのは1960年以後で、ザルツブルク音楽祭の他に世界各国で歌い、1963年にはベルリン・ドイツ・オペラとともに来日して、ケルビーノで絶賛を浴びた。この世代のドイツ圏のソプラノとしてはトップクラスの美貌、それもどちらかといえば愛嬌のあるルックスも大きな魅力で、初来日時の人気ぶりは今なお語り草になっている。
その清澄な声による新鮮な歌い方で、モーツァルトのオペラや宗教曲を得意としており、カール・ベームやヘルベルト・フォン・カラヤンらの巨匠とも数多く共演している。
後年には『フィガロの結婚』の伯爵夫人、『ばらの騎士』の元帥夫人などの気品ある大人の女性役もレパートリーとしている。
1979年よりバイエルン宮廷歌手。1992年よりウィーン国立音楽大学教授も務めている。